# 江北バイパス
江北バイパス（こうほくバイパス）は、佐賀県小城市から杵島郡江北町に至る国道34号のバイパスである。

## 概要
小城市牛津町勝から江北町上惣交差点までの拡幅区間では、交通容量の拡大を図り、また江北町上惣交差点から江北町大字上小田までのバイパス区間では、並行現道の通過交通の排除とともに、新宿交差点の交通集中の緩和を図り、交通環境を改善することを目的とした延長6.7 kmの事業である。

### 路線データ
- 起点：小城市牛津町大字勝[1]（前満江交差点、国道34号・国道207号交点）
- 終点：杵島郡江北町大字上小田[1]（江北町観音下交差点、国道34号交点）
- 距離：6.7 km[1]
- 幅員：25 - 30 m（2 - 4車線）[1]

## 歴史
- 1971年度（昭和46年度） - 事業着手[1]。
- 1973年度（昭和48年度） - 用地着手[1]。
- 1975年度（昭和50年度） - 工事着手[1]。
- 1979年度（昭和54年度） - バイパス区間の部分供用（4車線、L=0.3 km）[1]
- 1981年度（昭和56年度） - バイパス区間の部分供用（2車線、L=2.0 km）[1]
- 1986年度（昭和61年度） - 現道拡幅区間の部分供用（4車線、L=1.3 km）[1]
- 1990年度（平成2年度） - 現道拡幅区間の部分供用（4車線、L=0.9 km）[1]
- 1993年度（平成5年度） - 現道拡幅区間の部分供用（4車線、L=1.0 km）[1]
- 1999年度（平成11年度） - 西分高架橋開通（2車線、L=1.2 km区間）、バイパス区間の4車線化（L=1.2 km）[1]
- 2004年度（平成16年度） - 江北高架橋の4車線化により完成供用（L=0.8 km）[1]

## 路線状況

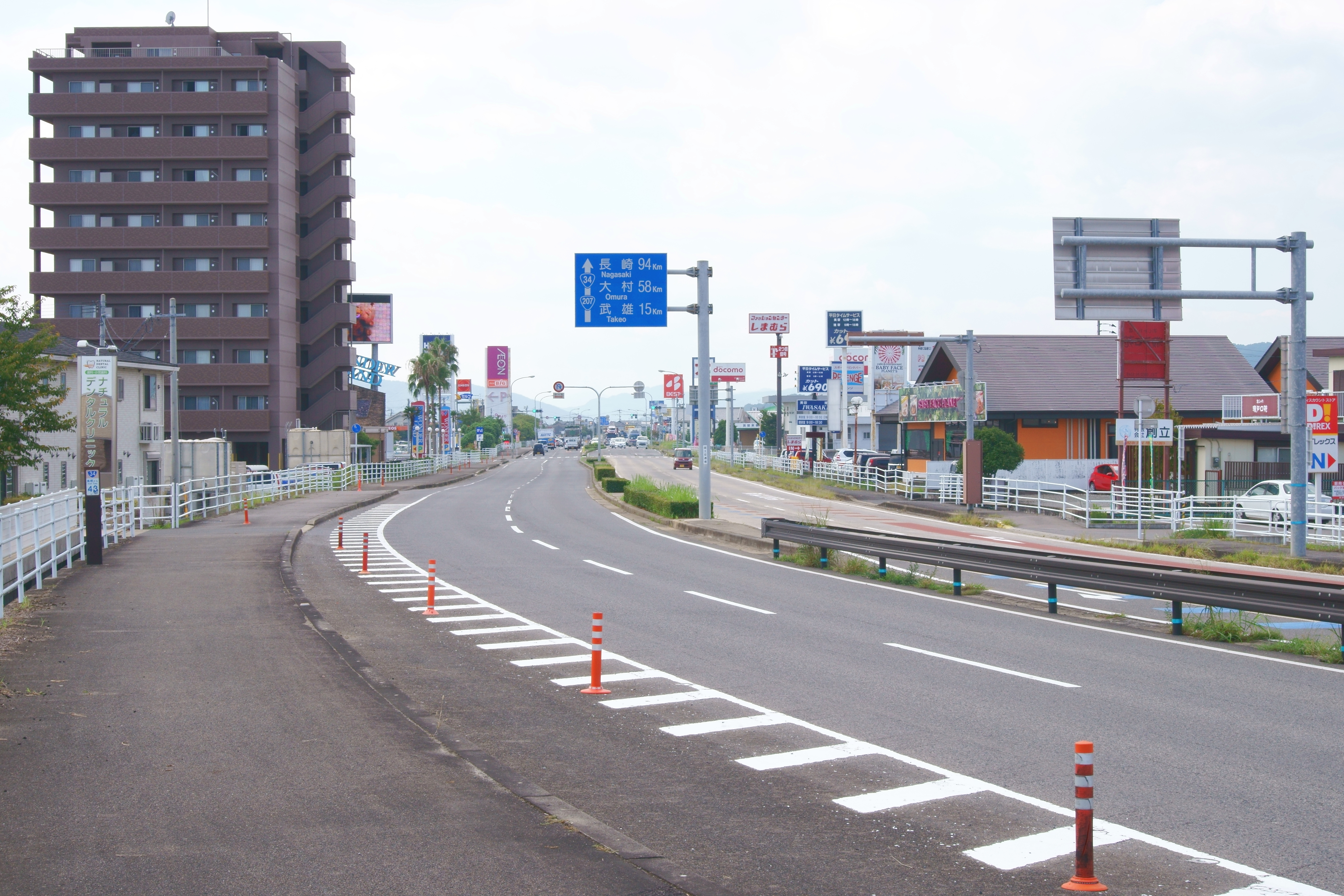
ひふみ通りの商業地（江北町佐留志）

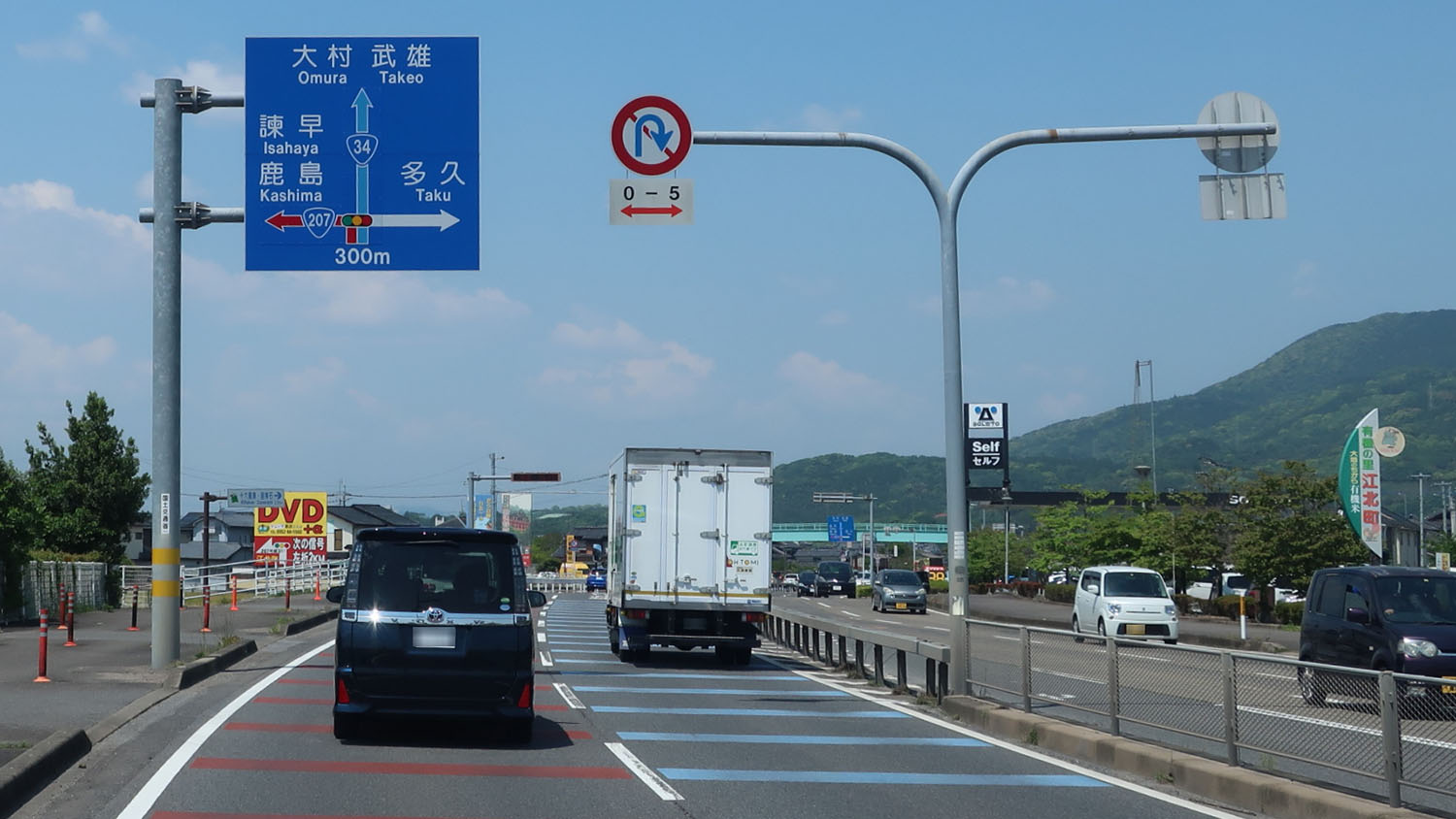
国道207号分岐点、江北町山口

### 通称
- ひふみ通り

### 重複区間
- 国道207号（小城市牛津町勝・前満江交差点 - 杵島郡江北町・東分交差点）

### 道路施設

#### 橋梁
起点から
- 牛津大橋（牛津川、小城市）
- 江北高架橋（長崎本線、杵島郡江北町）
- 西分高架橋（長崎本線・佐世保線、杵島郡江北町）

## 地理

### 通過する自治体
- 小城市
- 杵島郡江北町

### 交差する道路
| 交差する道路                               | 市町村名 | 市町村名 | 交差する場所 | 交差する場所              | 鳥栖から (km) |
| ------------------------------------------ | -------- | -------- | ------------ | ------------------------- | ------------- |
| 国道34号 佐賀方面                          |          |          |              |                           |               |
| 国道34号 国道207号 重複区間起点            | 小城市   | 小城市   | 牛津町勝     | 前満江交差点 / 起点       | 38.4          |
| 佐賀県道284号別府牛津停車場線 重複区間起点 | 小城市   | 小城市   | 牛津町上砥川 | 牛津町砥川新宿東交差点    | 39.7          |
| 佐賀県道284号別府牛津停車場線 重複区間終点 | 小城市   | 小城市   | 牛津町上砥川 | 牛津町砥川新宿交差点      | 39.8          |
| 佐賀県道35号多久江北線                     | 杵島郡   | 江北町   | 惣領分       | 江北町上惣交差点          | 42            |
| 佐賀県道339号江北芦刈線                    | 杵島郡   | 江北町   | 佐留志       | 宿交差点                  | 42.8          |
| 国道207号 重複区間終点                     | 杵島郡   | 江北町   | 大字山口     | 東分交差点                | 44            |
| 佐賀県道35号多久江北線                     | 杵島郡   | 江北町   | 大字山口     | 江北町上惣交差点          | 45            |
| 国道34号                                   | 杵島郡   | 江北町   | 大字上小田   | 江北町観音下交差点 / 終点 | 45.1          |
| 国道34号 武雄方面                          |          |          |              |                           |               |

### 交差する鉄道
- 長崎本線
- 佐世保線

### 沿線
- 長崎本線・佐世保線 肥前山口駅
- 白石警察署 江北交番

## 隣接する区間の計画
当道路の武雄方で武雄バイパスとの間、国道34号の江北町と大町町のおよそ9kmの区間について沿道自治体からバイパスの要望があり、2012年度に「江北北方道路」（仮称）として検討が行われている。